# El señor de los cielos
El señor de los cielos è una telenovela co-prodotta dall'emittente televisiva statunitense Telemundo e la casa di produzione indipendente messicana Argos Comunicación. La prima stagione è stata finanziata anche dalla colombiana Caracol Televisión, la cui azienda sorella Caracol Televisión Internacional distribuisce il serial a livello internazionale insieme a Telemundo Studios. Nata da un'idea di Andrés López sviluppata da Luis Zelkowicz, autore delle prime sceneggiature insieme a Carmina Narro, Iris Dubs e Juan Manuel Andrade, è trasmessa per la prima volta il 15 aprile 2013 su Telemundo.
Protagonista della telenovela è Aurelio Casillas, personaggio interpretato da Rafael Amaya e ispirato dalla vita del criminale messicano Amado Carrillo Fuentes, signore della droga il cui soprannome (in italiano traducibile come "il signore dei cieli") dà il titolo alla telenovela.
Agli International Emmy Award del 2014 è stata riconosciuta come miglior programma statunitense con maggiori ascolti non in inglese. Nel maggio del 2016 è stata annunciata anche la produzione di uno spin-off basato sul personaggio di Mauricio Ochmann "El Chema".

## Trama
Aurelio Casillas è uno dei narcotrafficanti più importanti del Messico degli anni "90. L'unica ambizione di Aurelio è essere il narcotrafficante più potente, a tutti costi. Riesce ad avere fortuna, donne, ville ed edifici senza sforzarsi troppo. Da un bambino che non sapeva né leggere né scrivere diviene l'uomo più ricco, potente e temuto del Messico.

## Puntate
| Stagione         | Puntate | Prima TV USA |
| ---------------- | ------- | ------------ |
| Prima stagione   | 74      | 2013         |
| Seconda stagione | 84      | 2014         |
| Terza stagione   | 104     | 2015         |
| Quarta stagione  | 80      | 2016         |
| Quinta stagione  | 95      | 2017         |
| Sesta stagione   | 99      | 2018         |
| Settima stagione | 75      | 2019         |

## Personaggi e interpreti

### Personaggi principali
- Aurelio Casillas "El señor de los cielos" (stagione 1-7), interpretato da Rafael Amaya.
- Ximena Letrán de Casillas (stagioni 1-2), interpretata da Ximena Herrera.
- Miltón Jiménez "El Cabo" (stagioni 1-2), interpretato da Róbinson Díaz.
- Víctor Casillas "Chacorta" (stagioni 1-2), interpretato da Raúl Méndez.
- Marco Cartagena Mejía (stagione 1), interpretato da Gabriel Porras.
- Leonor Ballesteros "La Colombiana" (stagioni 1-3), interpretata da Carmen Villalobos.
- José María "Chema" Venegas (stagioni 1-3), interpretato da Mauricio Ochmann.
- Mónica Robles (stagione 1-7), interpretata da Fernanda Castillo.
- Victoria Navárez "La Gober" (stagione 2), interpretata da Marlene Favela.
- Rutila Casillas (stagione 2-7), interpretata da Carmen Aub.
- Amparo Rojas (stagione 3-4), interpretata da Maritza Rodríguez.
- Esperanza Salvatierra "La Venezuelana" (stagione 3-7), interpretata da Sabrina Seara.
- Emiliana Contreras (stagione 4-7), interpretata da Vanessa Villela.

### Personaggi secondari
- Pablo Escobar (stagione 1), interpretato da Andres Parra.
- Matilde Rojas (stagione 1-2), interpretata da Sara Corrales.
- Alba Casillas (stagione 1-3), interpretata da Lisa Owen.
- Álvaro José Pérez "El Tijeras" (stagione 1-7), interpretato da Tommy Vásquez.
- Heriberto Casillas (stagione 1-2), interpretato da Ruy Senderos.
- Ramiro Silva de la Garza (stagione 1, 3-7), interpretato da Juan Ignacio Aranda.
- Elsa Marín (stagione 2), interpretata da Erika de la Rosa.
- Ignacio Miravalle (stagione 2-4), interpretato da Alejandro de la Madrid.
- General Antonio Garnica (stagione 2-4), interpretato da Tomás Goros.
- Timothy "Tim" Rawlings (stagione 3-4), interpretato da Sergio Mur.
- Luz Marina "Luzma" Casillas (stagione 3-7), interpretata da Gala Montes.
- Rodrigo Rivero Lanz (stagione 2-7), interpretato da Manuel Balbi.
- Alfredo Aguilera Toscano "El Feyo Aguilera" (stagione 3-4), interpretato da Leonardo Daniel.
- Omar Terán (stagione 3-7), interpretato da Jesús Moré.
- El Super Javi (stagione 3-7), interpretato da Alejandro López.
- Víctor Casillas Ramos Jr. (stagione 3-7), interpretato da Jorge Luis Moreno.
- "El Tostao" Yepes / Eleazar Yepes (stagione 2-4), interpretato da Sebastián Caicedo.
- Dalvio "El Ingeniero" Navarrete (stagione 3-7), interpretato da Plutarco Haza.
- Gustavo "El Oficial" Gaviria (stagione 3-4), interpretato da Christian Tappan.
- Jorge Elías Salazar (stagione 3-7), interpretato da Iván Tamayo.
- Evelyn García (stagione 3-7), interpretata da Lorena del Castillo.
- Aguasanta "La Tata" Guerra (stagione 4-7), interpretata da Wendy de los Cobos.
- Eunice Lara "La Felina" (stagione 4-7), interpretata da Marisela González.
- Ismael Casillas Guerra (stagione 4-7), interpretato da Ivan Arana.
- "El Toro" (stagione 2-7), interpretato da Daniel Rascon.
- "Vitaminas" (stagione 1-7), interpretato da Fernando Banda.